# Le Grand Barnum
Pour plus de détails, voir Fiche technique et Distribution.
Le Grand Barnum (The Mighty Barnum) est un film américain réalisé par Walter Lang, sorti en 1934. Il s'agit d'un film biographique sur Phineas Taylor Barnum.
Wallace Beery avait déjà joué le rôle de Phineas Taylor Barnum dans le film A Lady's Morals en 1930.

## Fiche technique
- Titre original : The Mighty Barnum
- Titre français : Le Grand Barnum
- Réalisation : Walter Lang
- Scénario : Gene Fowler et Bess Meredyth, d'après leur pièce
- Direction artistique : Richard Day
- Costumes : Omar Kiam
- Photographie : J. Peverell Marley
- Montage : Barbara McLean et Allen McNeil
- Musique : Alfred Newman
- Société de production : 20th Century Fox
- Pays de production :  États-Unis
- Format : Noir et blanc - 1,37:1
- Genre : biographie
- Durée : 85 minutes
- Date de sortie : 1934

## Distribution
- Wallace Beery : Phineas Taylor Barnum
- Adolphe Menjou : James Anthony Bailey
- Virginia Bruce : Jenny Lind
- Rochelle Hudson : Ellen
- Janet Beecher : Nancy Barnum
- Tammany Young (en) : Todd
- Herman Bing : Schultz
- Lucille La Verne : Joice Heth
- George Brasno (en) : Tom Thumb
- Olive Brasno (en) : Lavinia Thumb
- May Boley : la femme à barbe
- John Hyams : J. P. Skiff
- Ian Wolfe : Consul suédois
- Davison Clark : Horace Greeley
- George MacQuarrie : Daniel Webster
- Charles Judels : Maître d'hôtel